# Philippe Guéneau de Montbeillard
Philippe Guéneau de Montbeillard auch Philibert Guéneau de Montbeillard (* 1720 in Semur-en-Auxois; † 1785 Paris) war ein französischer Rechtsanwalt, Ornithologe und Enzyklopädist.

## Leben und Wirken
Als Sohn des adeligen Anwaltes, François Marie Guéneau (1686–1742) und dessen Ehefrau der Marie Colombe Meney (1685–1768), studierte er in Dijon an der Fakultät für Rechtswissenschaften, Faculté de Droit de Dijon. Er hatte noch einen älteren Bruder, François Guéneau (1717–1788), und eine jüngere Schwester, Charlotte Guéneau (* ca. 1722).
Im Jahre 1742 wurde er Anwalt. Später lebte er für mehrere Jahre in Paris und kehrte 1755 nach Semur-en-Auxois zurück. Dort heiratete er am 23. November 1756 Elisabeth Potot de Montbeillard. Der Ehe entstammte der Sohn François Guéneau de Montbeillard (1759–1847), Capitaine de la Cavalerie.
Mit Louis Jean-Marie Daubenton und Georges-Louis Leclerc de Buffon arbeitete er an der Histoire naturelle, générale et particuliére, avec la description du cabinet du roy.
Für die Encyclopédie schrieb er den Artikel étendue.

## Werke (Auswahl)
- Histoire naturelle des oiseaux (Volume 6) - Buffon, Georges Louis Leclerc, comte de, 1707-1788 in Zusammenarbeit mit Guéneau de Montbeillard, online